# Herb gminy Kłomnice
Herb gminy Kłomnice – jeden z symboli gminy Kłomnice, ustanowiony 29 czerwca 2004.

## Wygląd i symbolika
Herb przedstawia na tarczy koloru zielonego okszę (srebrny/biały topór ze złotym/żółtym toporzyskiem), a pod nim srebrną/białą falistą linię (rzekę) w pas. 